# Pareustroma propriaria
Pareustroma propriaria är en fjärilsart som beskrevs av John Henry Leech 1897. Pareustroma propriaria ingår i släktet Pareustroma och familjen mätare. Inga underarter finns listade i Catalogue of Life.